# Central Airlines
Central Airlines war eine US-amerikanische Fluggesellschaft mit Sitz in Fort Worth-Meacham Field im US-Bundesstaat Texas. Das Unternehmen wurde 1944 für den Betrieb von Charterflügen von Keith Kahle gegründet, erhielt aber sein Air Operator Certificate erst im Jahr 1946. Der Flugbetrieb wurde schließlich am 15. September 1949 aufgenommen. Am 1. Oktober 1967 wurde Central Airlines von Frontier Airlines übernommen.

## Geschichte
Am 27. November 1946 erhielt Central Airlines das Air Operator Certificate vom Civil Aeronautics Board für den Betrieb in Oklahoma und Texas. Als im März 1949 immer noch kein Flugbetrieb stattfand, drohte das Civil Aeronautics Board, die Genehmigung wieder zurückzuziehen, sollte das Unternehmen bis zum 1. Juli 1949 seinen Flugbetrieb nicht aufgenommen haben. Am 10. August gab Keith Kahle bekannt, dass Central Airlines acht Maschinen vom Typ Beechcraft Bonanza erworben hätte und den Betrieb bald aufnehmen würde. Der Erstflug der Gesellschaft fand schließlich am 15. September 1949 von Fort Worth nach Oklahoma City mit Zwischenstopps in Dallas und Gainesville statt. Im ersten Jahr ihres Betriebs transportierte Central Airlines 8122 Passagiere.
Im November 1950 nahm Central Airlines drei Maschinen des Musters Douglas DC-3 in Betrieb und kündigte an, die elf Beechcraft Bonanzas schrittweise aus der Flotte zu entfernen während weitere DC-3 angeschafft werden würden. In den 1960er Jahren kamen Maschinen vom Typ Convair CV-240 hinzu, die ab 1965 zu Convair CV-600 umgebaut wurden, indem man die Kolbenmotoren durch Turboproptriebwerke vom Typ Rolls-Royce Dart ersetzte.
Im August 1953 flog Central Airlines 19 Flughäfen an. Im Jahr 1955 deckte die Fluggesellschaft Oklahoma weiter ab und flog nach Amarillo, Fort Worth, Little Rock und Kansas City. Im April gehörten bereits 29 Flughäfen zu den Zielen.
Im Jahr 1961 wurde der Hauptsitz zum Amon Carter Field (später Greater Southwest International Airport) in Fort Worth verlegt. Im selben Jahr beförderte Central Airlines ihren millionsten Passagier. Im Jahr 1962 betrieb die Fluggesellschaft sechs Convairs und achtzehn DC-3 und beförderte 24.000 Passagiere pro Monat.
Wie andere Regionalfluggesellschaften, die vom Civil Aeronautics Board reguliert wurden, wurde auch Central Airlines subventioniert. Im Jahr 1963 schloss der Umsatz von 10,7 Millionen US-Dollar 4,5 Millionen US-Dollar an Subventionen ein.
Am 20. September 1966 beantragte Central Airlines beim Civil Aeronautics Board eine Fusion mit Ozark Air Lines, wobei eine der größten Regionalfluggesellschaften der Vereinigten Staaten entstanden wäre. Als Begründung für die Fusion nannte Central Airlines finanzielle Schwierigkeiten. Am 9. November 1966 gaben die beiden Unternehmen jedoch ohne Angabe von Gründen bekannt, dass die Fusionsgespräche in beiderseitigem Einverständnis beendet worden wären.
Als Central Airlines am 1. Oktober 1967 von Frontier Airlines übernommen wurde, bediente sie 40 Ziele von Denver bis Kansas City und St. Louis sowie Oklahoma City, Tulsa, Dallas und Fort Worth im Süden. Das Unternehmen betrieb zu diesem Zeitpunkt eine Flotte von Convair CV-600 und sechzehn DC-3. Zu diesem Zeitpunkt plante Central Airlines die Anschaffung von Jets des Typs Douglas DC-9-10 und kündigte dies auch bereits in Werbeanzeigen im Official Airline Guide an. Aufgrund der Fusion wurden diese Maschinen jedoch nie geliefert. Frontier Airlines betrieb die Maschinen vom Typ Convair CV-600 zunächst weiter, musterte sie später jedoch zugunsten von Turboprops des Typs Convair CV-580 aus, die in den späten 1960er Jahren das Rückgrat der Frontier-Flotte bildeten. Schließlich nutzte Frontier Airlines auch Boeing 737-200, um kleinere Städte wie Fort Smith, Joplin, Lawton, Manhattan, Pueblo, Salina und Topeka anzufliegen, die früher von Central Airlines bedient worden waren. Im Jahr 1986 wurde Frontier Airlines von Continental Airlines und Continental Airlines 2010 schließlich von United Airlines übernommen.
Central Airlines wurde von 1950 bis 1953 in vier aufeinanderfolgenden Jahren mit dem Aviation Safety Award des National Safety Council für einen unfallfreien Betrieb ausgezeichnet. Laut National Transportation Safety Board wurde an Bord von Flügen der Central Airlines zwischen 1962 und 1968 nie ein Passagier ernstlich verletzt.

## Flugziele
Zur Aufnahme des Betriebs Ende 1949 flog Central Airlines Ziele in Oklahoma, Texas und Kansas an. Bis 1966 war das Streckennetz auf 50 Flugplätze ausgedehnt worden. Laut Flugplan vom 1. Juli 1967 hatte die Fluggesellschaft vor der Übernahme durch Frontier Airlines ihr Einzugsgebiet auch auf die US-Bundesstaaten Colorado, Arkansas und Missouri ausgedehnt.

## Flotte

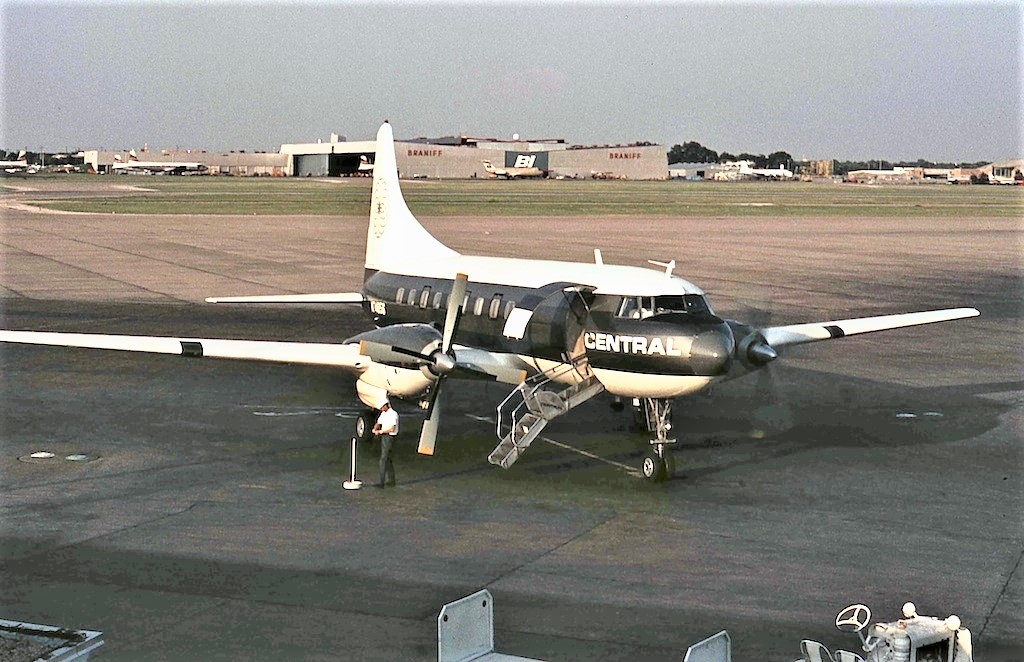
Convair 600 der Central Airlines auf dem Dallas Love Field (1966)

Während ihres Bestehens setzte Central Airlines folgende Typen ein:
- Aero Commander 500B[22]
- Beechcraft Bonanza (Version A35)
- Convair 240
- Convair 600 (mit Turboproptriebwerken aufgerüstete Convair 240)
- Douglas DC-3

## Zwischenfälle
- Am 30. September 1967 wurde eine Douglas DC-3/C-47A-35-DL der Central Airlines (Luftfahrzeugkennzeichen N91003) an einem derzeit nicht bekannten Ort in den Vereinigten Staaten von Amerika irreparabel beschädigt. Personen kamen nicht zu Schaden.[23][24]